# Académie militaire thérésienne

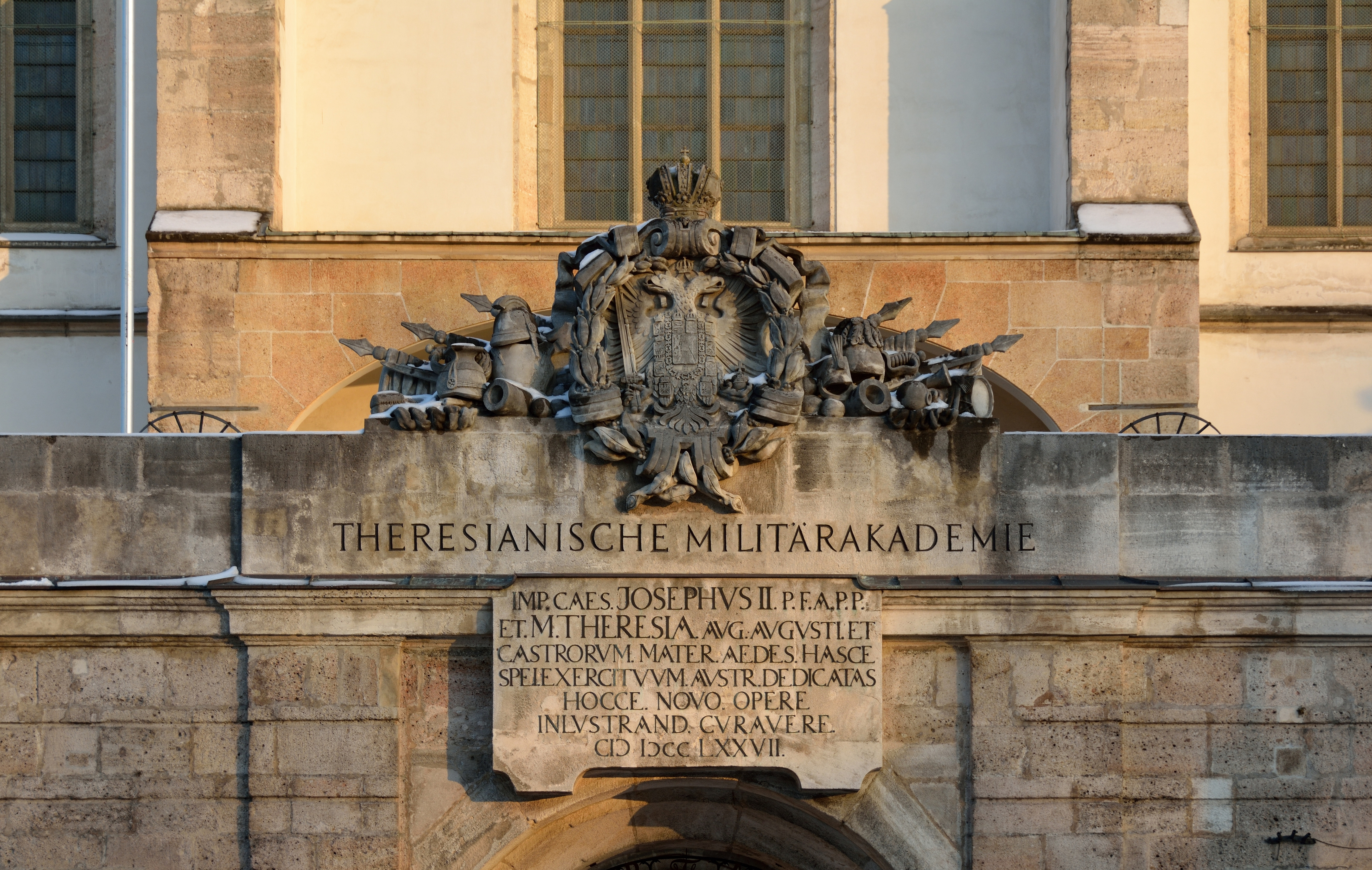
Académie militaire thérésienne

L'Académie militaire thérésienne (en allemand : Theresianische Militärakademie, couramment abrégé en « TherMilAk ») est l'école qui forme les officiers de l'armée fédérale autrichienne. Elle est abritée dans le château de Wiener Neustadt, à 50 km au sud de Vienne, 

## Histoire
L'Académie militaire thérésienne a été fondée par l'impératrice Marie-Thérèse d'Autriche le 14 décembre 1751 est considérée comme l'une des plus anciennes écoles militaires au monde, avec pour mission de "former des officiers honnêtes et efficaces". Le premier commandant était le maréchal Leopold Joseph von Daun. L'aspirant officier Josef Radetzky n'étant pas accepté à l'académie car jugé trop fragile physiquement, la Milanaise Francesca Scanagatta prend la place de l'un de ses frères qui devait se présenter à l'académie déguisé en homme ; elle suit les cours de l'académie à sa place, du 16 février 1794 au 16 janvier 1797, puis combat dans les guerres napoléoniennes en Allemagne et en Italie. Elle a été décorée et promue.
Peu avant la Seconde Guerre mondiale, précisément entre le 10 novembre 1938 et août 1939, le colonel Erwin Rommel, le futur général, y a également enseigné.

Elle est aussi connue pour avoir été la seule unité militaire à avoir opposé une résistance armée de quelques jours aux forces allemandes lors de l'Anschluss en 1938.
Après la création des forces armées en 1955, l'Académie militaire, en raison des graves dommages subis par le château de Wiener Neustadt pendant la guerre mondiale, a été transférée à Enns jusqu'en 1958.
Depuis 1997, l'Académie militaire est sur un pied d'égalité avec les cours universitaires et, en 2003, elle a accueilli pour la première fois la formation de quatre aspirantes officiers. Depuis sa réouverture en 1959 jusqu'à aujourd'hui, 3 576 officiers ont été diplômés. Le cours d'officier offre une formation de trois ans.

## Anciens étudiants célèbres
- Maximilian von Wimpffen (1786)
- Francesca Scanagatta (1797)
- Balog de Manko Bück (1817)
- Franz Conrad von Hötzendorf (1871)
- Viktor von Dankl (1873)
- Eduard von Böhm-Ermolli (vers 1875)
- Karl Tersztyánszky von Nádas (1877)
- Maximilian von Hoen (1887)
- Alexander Wassilko von Serecki (1893)
- Maximilian de Angelis (1908)
- Lothar Rendulic (1910)
- Gusztáv Jány (1912)
- Erwin von Lahousen (1915)
- Ferenc Szálasi (1915)
- Ludwig von Benedek
- Karl Eibl
- August von Fligely
- Rudolf Henz
- Alexander Löhr
- Milan Neralić
- Julius von Payer
- Karl von Pflanzer-Baltin
- Petar Preradović
- Franz Rohr von Denta
- Gordon Gollob (1936)

## Lieu de tournage
En 2016, une équipe de l'émission Secrets d'Histoire a tourné plusieurs séquences à l'académie dans le cadre d'un numéro consacré à Marie-Thérèse d'Autriche, intitulé Marie-Thérèse, l'envahissante impératrice d'Autriche, diffusé le 6 juillet 2017 sur France 2.